# Otiorhynchus
Otiorhynchus är ett släkte av skalbaggar som beskrevs av Ernst Friedrich Germar 1824. Otiorhynchus ingår i familjen vivlar.

## Bildgalleri

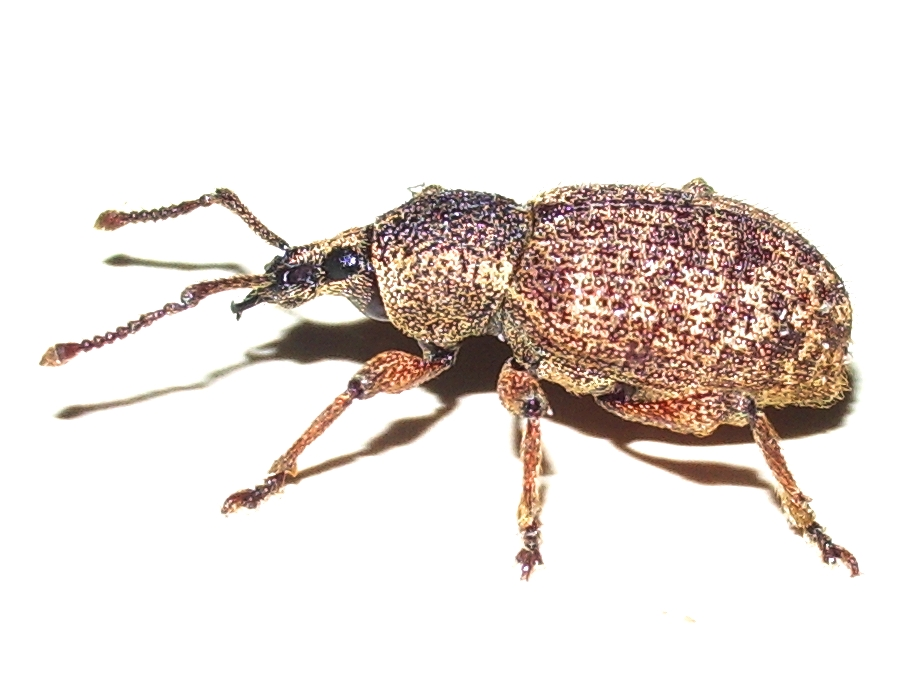

## Dottertaxa tillOtiorhynchus, i alfabetisk ordning[1][2]
- Otiorhynchus acatium
- Otiorhynchus adscitus
- Otiorhynchus adspersus
- Otiorhynchus aerifer
- Otiorhynchus affaber
- Otiorhynchus affinis
- Otiorhynchus agnatus
- Otiorhynchus alpicola
- Otiorhynchus alsaticus
- Otiorhynchus alutaceus
- Otiorhynchus ambiguus
- Otiorhynchus anadolicus
- Otiorhynchus angusticollis
- Otiorhynchus angustior
- Otiorhynchus anthracinus
- Otiorhynchus apenninus
- Otiorhynchus arcticus
- Otiorhynchus arenosus
- Otiorhynchus argutus
- Otiorhynchus armadillo
- Otiorhynchus armatus
- Otiorhynchus armeniacus
- Otiorhynchus asphaltinus
- Otiorhynchus ater
- Otiorhynchus aterrimus
- Otiorhynchus atroapterus
- Otiorhynchus attenuatus
- Otiorhynchus aureolus
- Otiorhynchus auricapillus
- Otiorhynchus auricomus
- Otiorhynchus aurifer
- Otiorhynchus auropunctatus
- Otiorhynchus aurosparsus
- Otiorhynchus aurospersus
- Otiorhynchus aurotomentosus
- Otiorhynchus australis
- Otiorhynchus austriacus
- Otiorhynchus bardus
- Otiorhynchus bicostatus
- Otiorhynchus bielzii
- Otiorhynchus bifasciatus
- Otiorhynchus bisulcatus
- Otiorhynchus bisulcus
- Otiorhynchus blandus
- Otiorhynchus bodemeyeri
- Otiorhynchus bohemicus
- Otiorhynchus brachialis
- Otiorhynchus brevicornis
- Otiorhynchus bructeri
- Otiorhynchus brunneus
- Otiorhynchus caliginosus
- Otiorhynchus cancellatus
- Otiorhynchus carbonarius
- Otiorhynchus carcelii
- Otiorhynchus caricis
- Otiorhynchus carinatus
- Otiorhynchus carinthiacus
- Otiorhynchus carmagnolae
- Otiorhynchus carpathorum
- Otiorhynchus catenulatus
- Otiorhynchus caudatus
- Otiorhynchus chevrolati
- Otiorhynchus chlorophanus
- Otiorhynchus chrysocomus
- Otiorhynchus chrysonus
- Otiorhynchus chrysostictus
- Otiorhynchus cinifer
- Otiorhynchus cirricollis
- Otiorhynchus clathratus
- Otiorhynchus clavipes
- Otiorhynchus clemens
- Otiorhynchus coccus
- Otiorhynchus coecus
- Otiorhynchus collaris
- Otiorhynchus comosellus
- Otiorhynchus comparabilis
- Otiorhynchus concavirostris
- Otiorhynchus concinnus
- Otiorhynchus confusus
- Otiorhynchus consentaneus
- Otiorhynchus conspersus
- Otiorhynchus conspiciabilis
- Otiorhynchus corrugatus
- Otiorhynchus corruptor
- Otiorhynchus corticalis
- Otiorhynchus corvus
- Otiorhynchus crassicornis
- Otiorhynchus crataegi
- Otiorhynchus cremieri
- Otiorhynchus cribricollis
- Otiorhynchus cribrosicollis
- Otiorhynchus cribrosus
- Otiorhynchus crinitellus
- Otiorhynchus crispus
- Otiorhynchus cuneiformis
- Otiorhynchus cupreipennis
- Otiorhynchus cymophanus
- Otiorhynchus dalmatinus
- Otiorhynchus demotus
- Otiorhynchus denigrator
- Otiorhynchus densatus
- Otiorhynchus depubes
- Otiorhynchus desertus
- Otiorhynchus dieckmanni
- Otiorhynchus dillwynii
- Otiorhynchus dilwynii
- Otiorhynchus distincticornis
- Otiorhynchus dives
- Otiorhynchus dubius
- Otiorhynchus duinensis
- Otiorhynchus dulcis
- Otiorhynchus ebeninus
- Otiorhynchus echinatus
- Otiorhynchus elaboratus
- Otiorhynchus elegantulus
- Otiorhynchus elongatus
- Otiorhynchus eremicola
- Otiorhynchus erythropus
- Otiorhynchus exilis
- Otiorhynchus fagi
- Otiorhynchus faldermanni
- Otiorhynchus fasciculatus
- Otiorhynchus femoralis
- Otiorhynchus fissirostris
- Otiorhynchus foraminosus
- Otiorhynchus fortis
- Otiorhynchus fossor
- Otiorhynchus foveicollis
- Otiorhynchus fraxini
- Otiorhynchus frescati
- Otiorhynchus fulvipes
- Otiorhynchus funicularis
- Otiorhynchus fuscipes
- Otiorhynchus fuscofemoratus
- Otiorhynchus fussii
- Otiorhynchus gallicanus
- Otiorhynchus gemmatus
- Otiorhynchus geniculatus
- Otiorhynchus gibbicollis
- Otiorhynchus giraffa
- Otiorhynchus glabellus
- Otiorhynchus glabricollis
- Otiorhynchus globicollis
- Otiorhynchus globithorax
- Otiorhynchus globulipennis
- Otiorhynchus globus
- Otiorhynchus godeti
- Otiorhynchus goerzensis
- Otiorhynchus gracilipes
- Otiorhynchus gracilis
- Otiorhynchus grandicollis
- Otiorhynchus grandineus
- Otiorhynchus granicollis
- Otiorhynchus granuliger
- Otiorhynchus granulosus
- Otiorhynchus griseopunctatus
- Otiorhynchus griseus
- Otiorhynchus gymnopterus
- Otiorhynchus haematopus
- Otiorhynchus helveticus
- Otiorhynchus helvetius
- Otiorhynchus heterostictus
- Otiorhynchus hirticornis
- Otiorhynchus histrio
- Otiorhynchus humatus
- Otiorhynchus humilis
- Otiorhynchus hungaricus
- Otiorhynchus hypocrita
- Otiorhynchus hystrix
- Otiorhynchus impexus
- Otiorhynchus implexus
- Otiorhynchus impoticus
- Otiorhynchus impressipennis
- Otiorhynchus imus
- Otiorhynchus inauratus
- Otiorhynchus incivilis
- Otiorhynchus inductus
- Otiorhynchus infaustus
- Otiorhynchus infernalis
- Otiorhynchus inflatus
- Otiorhynchus innocuus
- Otiorhynchus intercalaris
- Otiorhynchus interstitialis
- Otiorhynchus irritans
- Otiorhynchus istriensis
- Otiorhynchus juvencus
- Otiorhynchus juvenilis
- Otiorhynchus kollari
- Otiorhynchus krattereri
- Otiorhynchus laevigatus
- Otiorhynchus lanuginosus
- Otiorhynchus lasius
- Otiorhynchus lateralis
- Otiorhynchus latipennis
- Otiorhynchus lavandus
- Otiorhynchus lefebvrei
- Otiorhynchus lepidopterus
- Otiorhynchus lepidus
- Otiorhynchus ligneus
- Otiorhynchus ligustici
- Otiorhynchus lima
- Otiorhynchus lirus
- Otiorhynchus lithantracius
- Otiorhynchus longicollis
- Otiorhynchus longiventris
- Otiorhynchus loricatus
- Otiorhynchus lubricus
- Otiorhynchus luctuosus
- Otiorhynchus lugdunensis
- Otiorhynchus lugens
- Otiorhynchus malefidus
- Otiorhynchus mandibularis
- Otiorhynchus marquardtii
- Otiorhynchus mastix
- Otiorhynchus maurus
- Otiorhynchus maxillosus
- Otiorhynchus melancholicus
- Otiorhynchus memnonius
- Otiorhynchus meridionalis
- Otiorhynchus metallescens
- Otiorhynchus moczarskii
- Otiorhynchus moestificus
- Otiorhynchus moestus
- Otiorhynchus mollicomus
- Otiorhynchus montanus
- Otiorhynchus monticola
- Otiorhynchus montivagus
- Otiorhynchus morio
- Otiorhynchus morulus
- Otiorhynchus multicarinatus
- Otiorhynchus multipunctatus
- Otiorhynchus mutilatus
- Otiorhynchus navaricus
- Otiorhynchus niger
- Otiorhynchus nigripes
- Otiorhynchus nigrita
- Otiorhynchus nigritus
- Otiorhynchus nobilis
- Otiorhynchus nodosus
- Otiorhynchus nodulosus
- Otiorhynchus notatus
- Otiorhynchus nubilus
- Otiorhynchus obcaecatus
- Otiorhynchus obscurus
- Otiorhynchus obsidianus
- Otiorhynchus obsimulatus
- Otiorhynchus obsitus
- Otiorhynchus obtusus
- Otiorhynchus oculatus
- Otiorhynchus opulentus
- Otiorhynchus orbicularis
- Otiorhynchus orientalis
- Otiorhynchus ostentatus
- Otiorhynchus ovalipennis
- Otiorhynchus ovatulus
- Otiorhynchus ovatus
- Otiorhynchus pabulinus
- Otiorhynchus partitialis
- Otiorhynchus parvicollis
- Otiorhynchus pauper
- Otiorhynchus pauperulus
- Otiorhynchus pauxillus
- Otiorhynchus pelliceus
- Otiorhynchus perdix
- Otiorhynchus perforatus
- Otiorhynchus periscelis
- Otiorhynchus perplexus
- Otiorhynchus pertusus
- Otiorhynchus petrensis
- Otiorhynchus piceus
- Otiorhynchus picipes
- Otiorhynchus pilosus
- Otiorhynchus pimeloides
- Otiorhynchus pinastri
- Otiorhynchus planatus
- Otiorhynchus planithorax
- Otiorhynchus plicicollis
- Otiorhynchus plumipes
- Otiorhynchus politus
- Otiorhynchus polycoccus
- Otiorhynchus populeti
- Otiorhynchus porcatus
- Otiorhynchus poricollis
- Otiorhynchus proletarius
- Otiorhynchus prolixus
- Otiorhynchus pruinosus
- Otiorhynchus psegmaticus
- Otiorhynchus pseudomias
- Otiorhynchus pubens
- Otiorhynchus pubescens
- Otiorhynchus pubifer
- Otiorhynchus pullus
- Otiorhynchus pulverulentus
- Otiorhynchus pulverulus
- Otiorhynchus pulvinatus
- Otiorhynchus punctatissimus
- Otiorhynchus puncticornis
- Otiorhynchus punctiscapus
- Otiorhynchus pupillatus
- Otiorhynchus pusio
- Otiorhynchus pyrenaeus
- Otiorhynchus ragusensis
- Otiorhynchus raucus
- Otiorhynchus repletus
- Otiorhynchus reticollis
- Otiorhynchus rhacusensis
- Otiorhynchus rhaeticus
- Otiorhynchus romanus
- Otiorhynchus roscidus
- Otiorhynchus rotundatus
- Otiorhynchus rotundipennis
- Otiorhynchus rotundus
- Otiorhynchus rufipes
- Otiorhynchus rugicollis
- Otiorhynchus rugifrons
- Otiorhynchus rugipennis
- Otiorhynchus rugosostriatus
- Otiorhynchus rugosus
- Otiorhynchus sabulosus
- Otiorhynchus saevus
- Otiorhynchus salebrosus
- Otiorhynchus sanguinipes
- Otiorhynchus sayi
- Otiorhynchus scaber
- Otiorhynchus scabricollis
- Otiorhynchus scabridus
- Otiorhynchus scabripennis
- Otiorhynchus scabrosus
- Otiorhynchus scalptus
- Otiorhynchus scitus
- Otiorhynchus scopularis
- Otiorhynchus scrobicollis
- Otiorhynchus scrobiculatus
- Otiorhynchus sculptirostris
- Otiorhynchus segnis
- Otiorhynchus septemtrionis
- Otiorhynchus sesquidentatus
- Otiorhynchus setifer
- Otiorhynchus setosus
- Otiorhynchus sibiricus
- Otiorhynchus signatipennis
- Otiorhynchus singularis
- Otiorhynchus smreczynskii
- Otiorhynchus spalatrensis
- Otiorhynchus spinifer
- Otiorhynchus squameus
- Otiorhynchus squamifer
- Otiorhynchus squamiger
- Otiorhynchus stomachosus
- Otiorhynchus striatosetosus
- Otiorhynchus strigirostris
- Otiorhynchus subcinctus
- Otiorhynchus subquadratus
- Otiorhynchus subsignatus
- Otiorhynchus substriatus
- Otiorhynchus sulcatus
- Otiorhynchus sulcifrons
- Otiorhynchus sulcirostris
- Otiorhynchus sulcogemmatus
- Otiorhynchus sulphurifer
- Otiorhynchus szoerenyensis
- Otiorhynchus tenebricosus
- Otiorhynchus tomentifer
- Otiorhynchus tomentosus
- Otiorhynchus transitorius
- Otiorhynchus transparens
- Otiorhynchus tristis
- Otiorhynchus turbatus
- Otiorhynchus turca
- Otiorhynchus turgidus
- Otiorhynchus uncinatus
- Otiorhynchus unctuosus
- Otiorhynchus unicolor
- Otiorhynchus ursus
- Otiorhynchus validicornis
- Otiorhynchus variegatus
- Otiorhynchus varius
- Otiorhynchus vehemens
- Otiorhynchus vellicatus
- Otiorhynchus velutinus
- Otiorhynchus vestitus
- Otiorhynchus villosopunctatus
- Otiorhynchus viridipunctatus
- Otiorhynchus vitellus
- Otiorhynchus vitis
- Otiorhynchus vittatus
- Otiorhynchus vorticosus
- Otiorhynchus zebra